# San Peder (Sent)

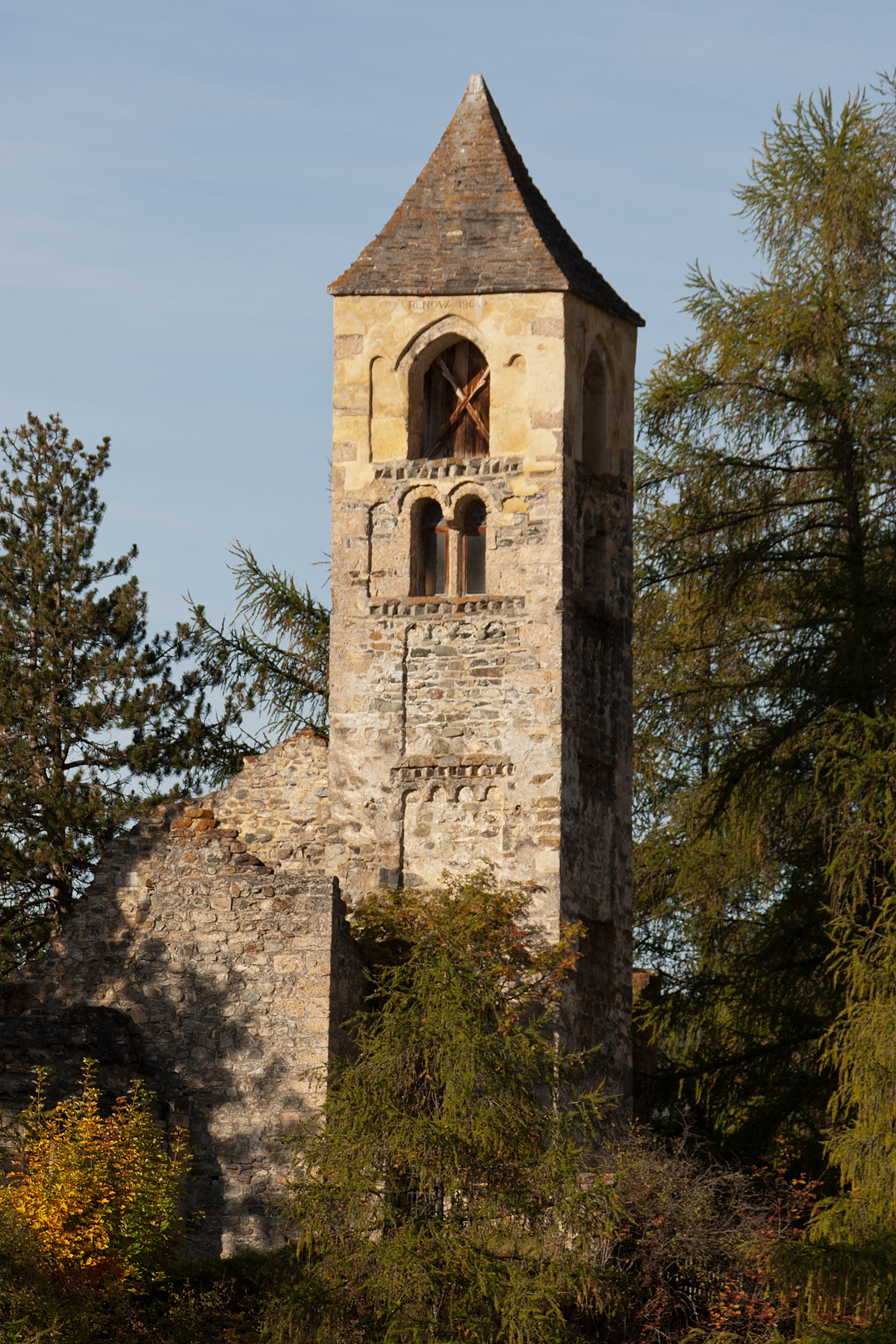
Kirchenruine San Peder

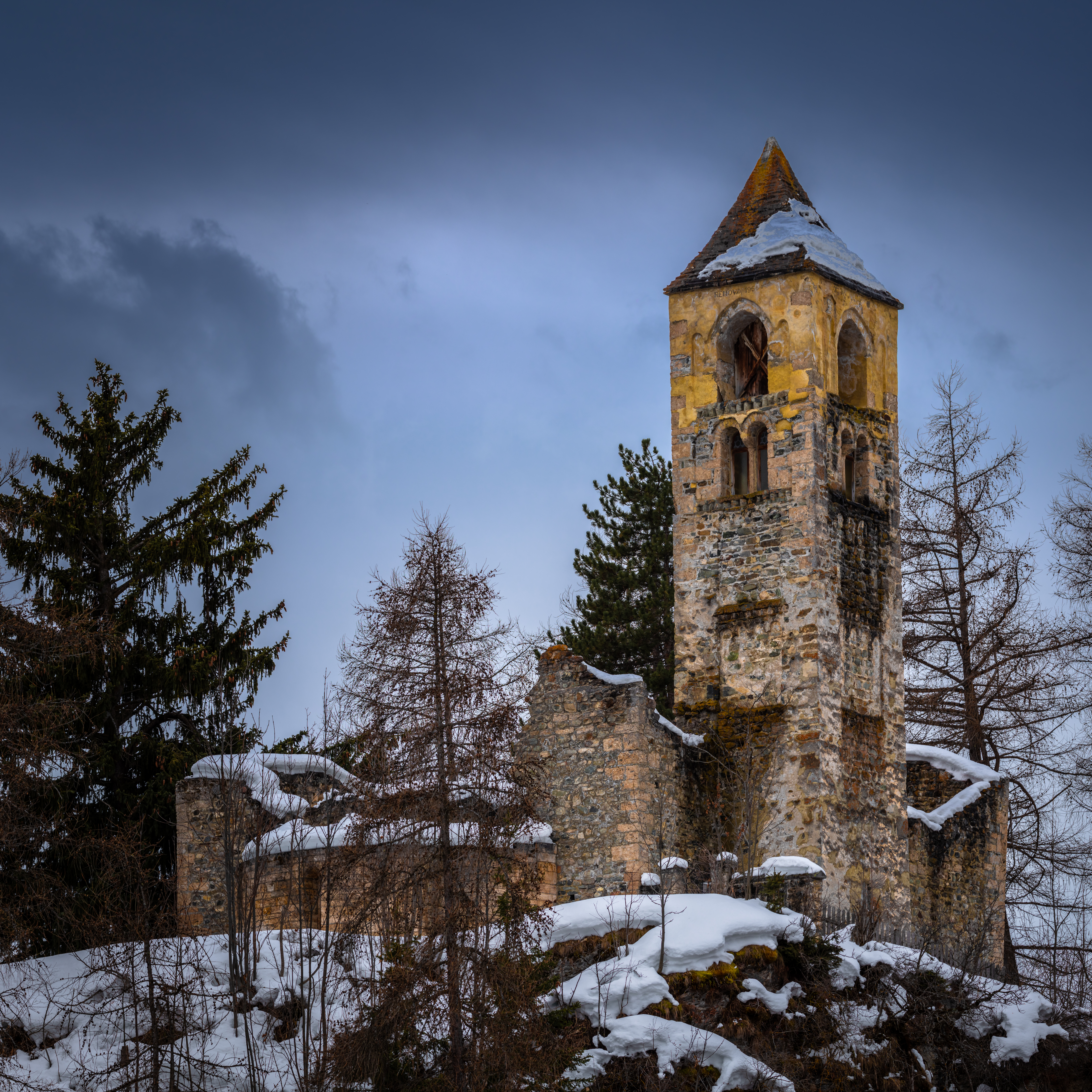
Kirchenruine San Peder

San Peder (rätoromanisch im Idiom Vallader für «Sankt Peter») ist ein mittelalterliches Kirchengebäude in Sent im Unterengadin.

## Geschichte
Die nicht öffentlich zugängliche Kirche steht auf einem Felsen am westlichen Dorfrand. Sie geht in ihrer Bausubstanz vermutlich auf das Jahr 1173 zurück. 
Mit der Annahme der Reformation in Sent wurde die Kirche als Sakralbau aufgegeben. San Lurench wurde Predigtkirche des reformierten Dorfes. Die Kirche San Peder verfiel zusehends, wobei nur der romanische Kirchturm sich halten konnte. In ihm war jahrhundertelang ein kommunales Pulver- und Munitionsdepot untergebracht. 
Seit 1856 ist der Kirchenhügel mit der Ruine im Besitz der Familie Corradini. Sie bemüht sich seitdem um die Erhaltung der Ruine. Die hochgewachsenen Lärchen wurden von ihr gepflanzt.

### Forschungen unter Peider Lansel
Die heutigen Eigentümer sind Nachfahren des romanischen Philologen, Dichters und Sprachpolitikers Peider Lansel. Dieser errichtete für sich im oberen Teil des Turmes eine kleine Dichterstube. Auf ihn gehen auch  im Jahre 1937 die ersten archäologischen Forschungen am Hügel zurück. Dabei wurden südöstlich der Kirche auf einer abfallenden Terrasse Reste eines Wehrturmes mit einer Ausdehnung von circa 12 auf 13 Metern entdeckt, dessen Mauern eine Dicke von 2,3 Metern aufwiesen.  Im Rätischen Museum aufbewahrte Kleinfunde lassen eine Datierung des Turmes ins 13. Jahrhundert zu. Im Verlauf des 14. Jahrhunderts wurde der Turm aufgegeben.